# Rue Condorcet (Reims)
Pour les articles homonymes, voir Rue Condorcet.
La rue Condorcet est une voie de la commune de Reims, située au sein du département de la Marne, en région Grand Est. Elle relie la rue de Talleyrand à la place Drouet-d'Erlon.

## Situation et accès
La rue Condorcet appartient administrativement au quartier Centre Ville et rend hommage depuis 1924 à l'ancien élève rémois Condorcet.
La voie est piétonne depuis la fontaine des Solidarités de la place d'Erlon et dessert des galeries marchandes en longeant l'église St-Jacques.

## Origine du nom
Elle porte le nom du philosophe Marie-Jean Caritat, marquis de Condorcet (1743-1794).

## Historique
Elle remplace l'« impasse du renard » qui avait porté le nom d'« impasse Saint-Jacques » en 1840.

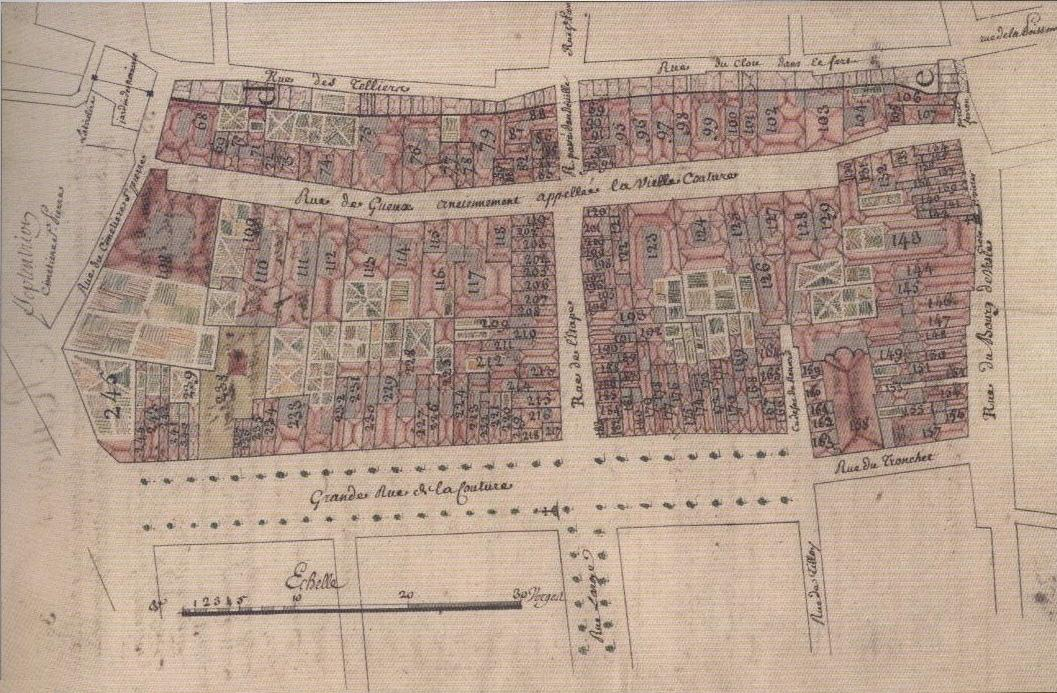
L'impasse longeant l'église.
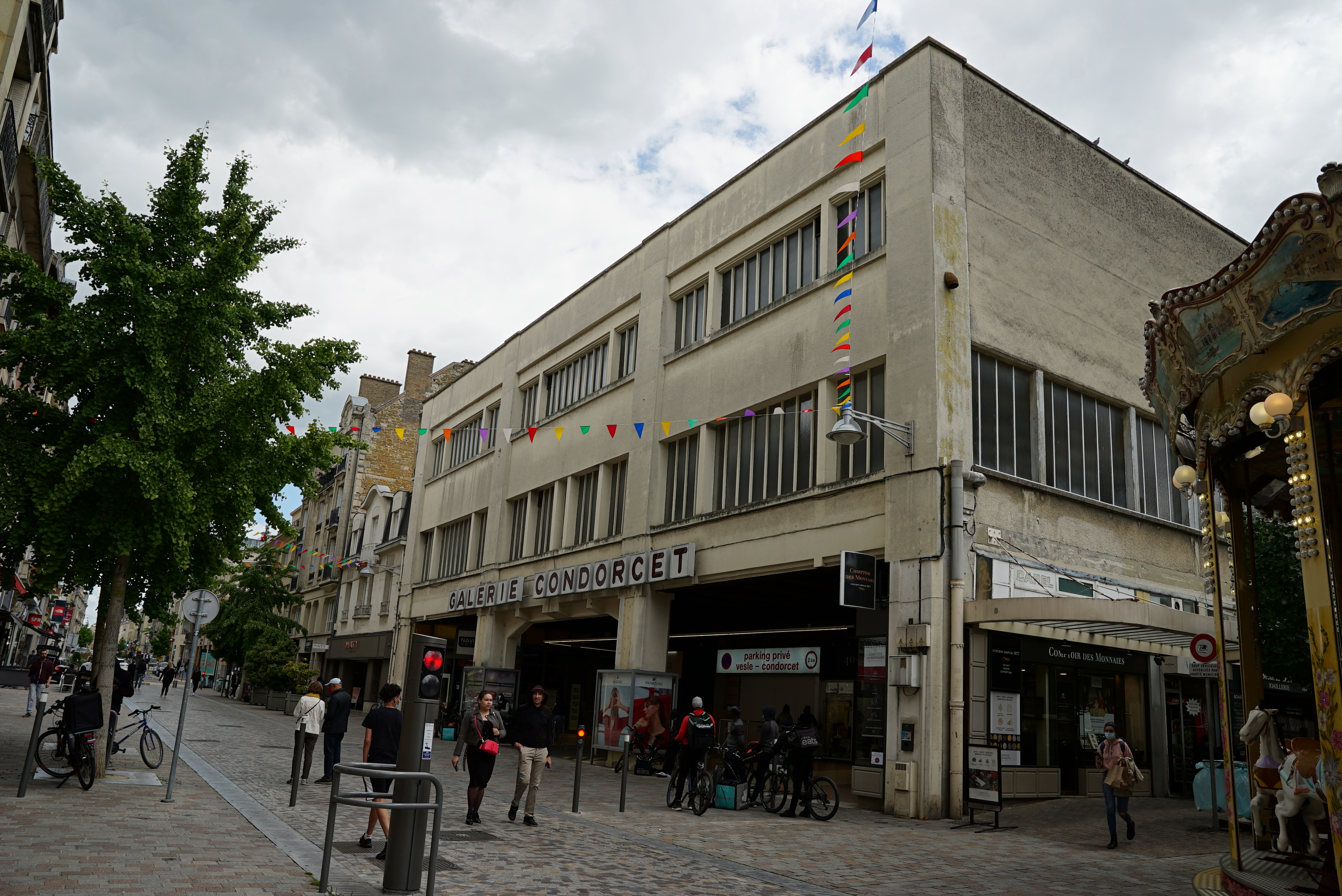
Ancien garage Ardon.

## Bâtiments remarquables et lieux de mémoire
- L'église Saint-Jacques de Reims,
- L'ancien garage Ardon, construit en 1927 comme concession Citroën par les architectes Margotin et Roubert, en 1933 il devient la gare routière. La compagnie compta jusqu'à cent trente autocars décorés par Goulet-Turpin, en 1971 la gare est convertie en galerie commerçante.